# جستجوی پرشی
جستجوی پرشی (block search یا jump search) در علم کامپیوتر٬ نام یک الگوریتم برای پیدا کردن یک کلید در یک آرایه مرتب است.

## توضیحات
این الگوریتم با چک کردن همه آیتم های Lkm، جایی که l آرایه است و k عضو اعداد طبیعی و m اندازه بلوکی هست که در آن کلید را جستجو میکند و این الگوریتم ادامه میدهد این جستجو را تا زمانی که یک آیتم پیدا شود که از کلید جستجو بزرگتر باشد. در آن صورت از یک مرحله قبلش به اندازه m یکی یکی چک میکند و در صورت وجود کلید آن را پیدا میکند.
مقدار بهینه m رادیکال n است، جایی که n اندازه آرایه l است. در هر دو مرحله الگوریتم به اندازه n√ پیش میرود پس این الگوریتم در (O(√n اجرا میشود که این الگوریتم از الگوریتم خطی بهتر و از الگوریتم دو دویی بدتر است. اما مزیت این الگوریتم به الگوریتم دودویی این است که در این الگوریتم فقط یک بار به عقب بر میگردد ولی در الگوریتم دودویی میتواند تا log n بار به عقب برگردد و این در مواقعی که برگشت به عقب مؤثر تر است از به جلو پیش رفتن خیلی اهمیت دارد.

## کد سودو
```
الگویتم
 جسنجو پرشی
  ورودی: یک لیست مرتب 
L
, که طول آن آرایه 
n
 و کلید مورد نظر 
s
 است.
  خروجی: محل قرار گرفتن 
s
 در 
L
, یا 
هیچی
 اگر 
s
 موجود نباشد در 
L
.
```

```
  
a
 ← 0
  ⌋
b
 ← ⌊√
n
```

```
  
while
 
L
min(
b
,
n
)-1
 <
s
 
do

    
a
 ← 
b

    ⌋
b
 ← 
b
 + ⌊√
n

    
if
 
a
 ≥ 
n
 
then

      
return
 
nothing
```

```
  
while
 
L
a
 <
s
 
do

    
a
 ← 
a
 + 1
    (
if
 
a
 = min(
b
,
n

      
return
 
nothing
```

```
  
if
 
L
a
 = 
s
 
then

    
return
 
a

  
else

    
return
 
nothing
```

## کد به زبان C
//اجرا میشود این الگوریتم برای آرایه "arr[]" به طول "len" برای یافتن کلید "key".
```
   }(int jumpsearch(int arr[], int len, int key
       ;int a = 0
       ;((int b = (int)floor(sqrt(len
       
     }(while (arr[(b <len ? b : len)-1] <key
           ;a = b
           ;((b = b + (int)floor(sqrt(len
           }(if (a>= len
               ;return -1
          {
       {
       
       }(while (arr[a] <key
           ;++a
           }((if (a == (b <len ? b : len
               ;return -1
           {
       {
       
       }(if (arr[a] == key
           ;return a
       } else {
           ;return -1
       {
   {
```